# Dimitris Papadakis

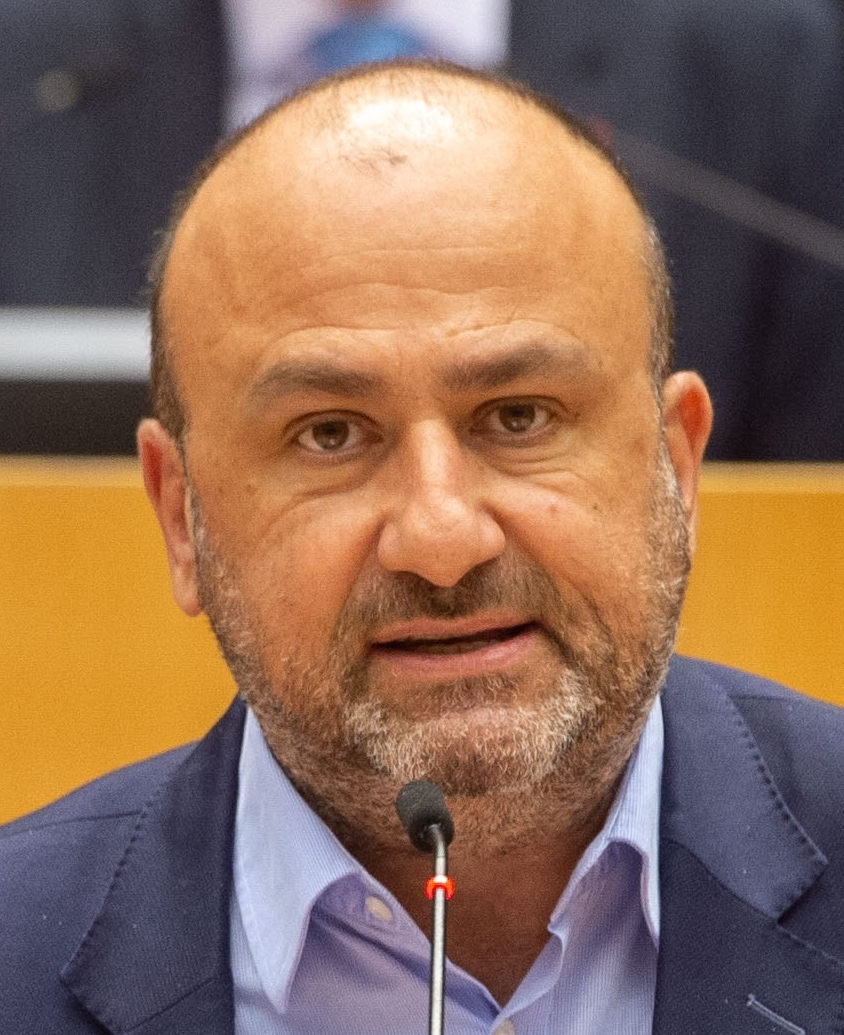

Dimitris Papadakis (nascido em 22 de agosto de 1966), é um político cipriota que, desde julho de 2014, é membro do Parlamento Europeu, em representação de Chipre pelo Movimento pela Social-Democracia.